# Edinburgh (Schiff, 1939)
Die fünfte Edinburgh der britischen Royal Navy war ein 1939 in Dienst gestellter Leichter Kreuzer der Town-Klasse. Sie wurde im Zweiten Weltkrieg auf mehreren Schauplätzen eingesetzt, wurde 1942 in der Barentssee nach mehreren Torpedotreffern aufgegeben und von der Foresight mit ihrem letzten Torpedo versenkt, nachdem die Minenräumschiffe Gossamer und Harrier ungefähr 840 Männer von der Edinburgh aufgenommen hatten. An Bord waren 5,5 Tonnen Gold; sie wurden 1981 geborgen.

## Technik
Die Edinburgh wurde bei Swan Hunter auf Kiel gelegt und 1939 von der Royal Navy als leichter Kreuzer in Dienst gestellt. Das Schiff war 187 m lang, 19,3 m breit und hatte eine Wasserverdrängung von 10.000 t. Acht Parsons-Turbinen mit insgesamt 80.000 PS ermöglichten dem Schiff eine Höchstgeschwindigkeit von 32,5 Knoten. Bei Marschfahrt mit 14 Knoten betrug die Reichweite 10.000 Seemeilen. Das Schiff war mit vier Drillingstürmen mit 152-mm-Schnellfeuerkanonen, sechs Zwillingslafetten mit 102-mm-Flak, die auch gegen Seeziele eingesetzt werden konnte, acht 40-mm-Kanonen und zwei Drillingstorpedoausstoßrohren vom Kaliber 533 mm bewaffnet. Zur Ausrüstung gehörten auch noch zwei Walrus-Flugboote für Aufklärungsaufgaben.

## Einsatz
Am 16. Oktober 1939 befand sich die Edinburgh im Firth of Forth, als die deutsche Luftwaffe den Marinestützpunkte in Rosyth angriff. Das Schiff wurde bei dem Angriff leicht beschädigt, aber nicht direkt getroffen.
Am 23. Oktober verließ das Schiff Rosyth, um Geleitschutz für die Konvois von und nach Narvik in Norwegen zu leisten. Als der Hilfskreuzer Rawalpindi am 23. November 1939 von den deutschen Schlachtschiffen Scharnhorst und Gneisenau südöstlich von Island bei der Verteidigung seines Konvois angegriffen und versenkt wurde, gehörte die Edinburgh zu den Schiffen die zur erfolglosen Suche eingesetzt wurden.
Am 18. November 1940 begleitete das Schiff den Truppenkonvoi WS4B bis nach Freetown. Kurz vor Weihnachten 1940 gehörte das Schiff zu einem Verband der Jagd auf ein deutsches Kampfschiff machte, das in den Nordatlantik vorgedrungen sein sollte. Nachdem sich die Meldung als falsch herausgestellt hatte, kehrte es am Silvesterabend zurück.
Den Rest des Winters 1940 nahm die Edinburgh an mehreren kleineren Einsätzen der Home Fleet teil. Sie begleitete den Konvoi WS7 in den Nahen Osten und kehrte am 15. April 1941 nach Scapa Flow zurück. Sie unterstützte in der Folge mehrere Minenlegeoperationen vor der dänischen Küste und unterstützte am 4. Mai 1941 die Operation Claymore, den erfolgreichen Angriff der Briten auf die von den Deutschen besetzten Lofoten.
Im Mai 1941 war das Schiff auf Patrouille im Golf von Biskaya, wo sie am 22. Mai 1941 das deutsche Schiff Lech abfing. Die Edinburgh wurde dann ausgesandt, um die Bismarck auf ihrem geplanten Kurs nach Brest abzufangen, aber die Bismarck erreichte dieses Gebiet nie.
Am 1. Juni wurde sie zur Ablösung des leichten Kreuzers HMS Hermione auf der Patrouillenroute durch die Dänemarkstraße eingesetzt. Es folgte die Bewachung des Konvois WS 9B in den Nahen Osten. Noch im selben Monat nahm die Edinburgh an der Operation Substance teil und traf am 24. Juli in Malta ein. Am nächsten Tag wurde sie von einem deutschen Torpedobomber angegriffen. Das Schiff wurde jedoch nicht beschädigt.
Im August 1941 eskortierte die Edinburgh den Konvoi WS10 nach Simon’s Town in Südafrika. Sie fuhr im Rahmen der Operation Halberd nach Malta, wo sie am 28. September eintraf. Kurz darauf kehrte das Schiff nach Gibraltar zurück, von wo aus es am 1. Oktober 1941 mit Nachschub und Kriegsgefangenen an Bord wieder in Richtung Clyde aufbrach.
Im Dezember 1941 gab sie arktischen Konvois Schutz, die Hilfsgüter in die Sowjetunion brachten. Ab Januar 1942 wurde sie in Tyne umgerüstet, bis sie am 4. März erneut auf Island-Färöer-Patrouille geschickt wurde.
Sie begleitete die Nordmeergeleitzüge QP4 und PQ13 nach Murmansk und kehrte am 28. März nach Scapa Flow zurück. Am 6. April verließ sie Scapa Flow, um den Konvoi PQ14 nach Murmansk zu eskortieren. Von den 24 Schiffen vom Konvoi PQ14 waren 16 aufgrund von Eis und schlechtem Wetter gezwungen nach Island zurückzukehren und ein weiteres wurde von einem U-Boot versenkt. Die Edinburgh und die übrigen sieben Schiffe trafen am 19. April in Murmansk ein.

## Geleitzug QP 11
Am 28. April 1942 lief die Edinburgh mit dem QP 11 aus Murmansk. 13 Frachtschiffe, begleitet von den Zerstörern Bulldog, Beagle, Beverly, Amazon, vier Korvetten und einem zum U-Boot-Jäger umgebauten Trawler, verließen Murmansk mit Kurs auf Island. Die Nahsicherung übernahmen der Leichte Kreuzer Edinburgh sowie die Zerstörer Foresight und Forester. Bis zum Passieren der sowjetischen Minensperren wurden die Schiffe zusätzlich von den sowjetischen Zerstörern Sokruschitelny und Kuibyschew sowie einem britischen Minenräumboot verstärkt. Die Geschwindigkeit des Verbandes betrug aber nur fünf Knoten, da man sich am langsamsten Schiff orientieren musste.
Unmittelbar vor dem Auslaufen wurde die Edinburgh in den Hafen verholt. In einer blitzartigen Aktion wurden 93 Kisten an Bord gehievt und in einen leer geräumten Munitionsbunker verbracht. Als Passagier stieg der sowjetische Verbindungsoffizier Sergej Sinowjew, ein Mitarbeiter der sowjetischen Militärmission in Großbritannien, an Bord. Die Kisten enthielten 465 Goldbarren mit insgesamt 5,5 Tonnen Gold, die Bezahlung für Rüstungsgüter, die nach dem Leih- und Pachtgesetz von Großbritannien und den USA an die Sowjetunion geliefert wurden. Davon wussten an Bord aber nur wenige Eingeweihte.

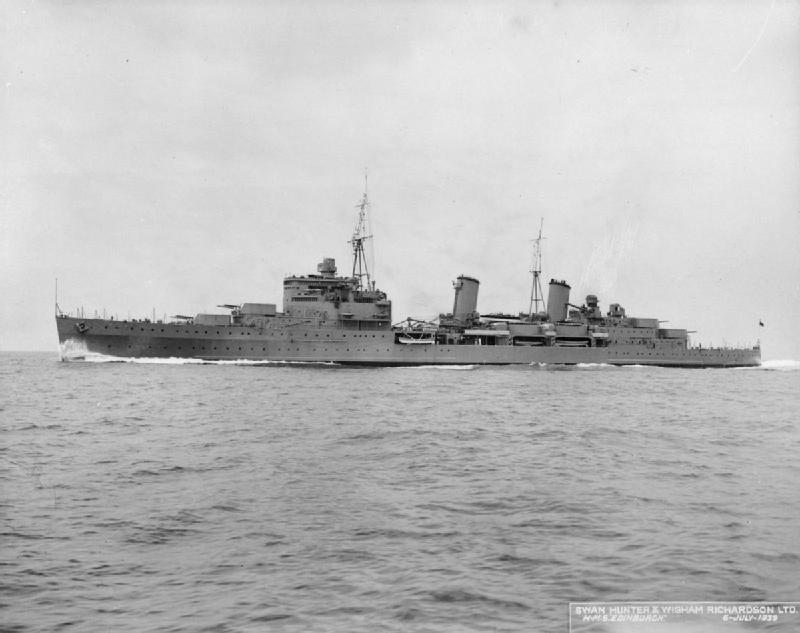
Schiff 1939

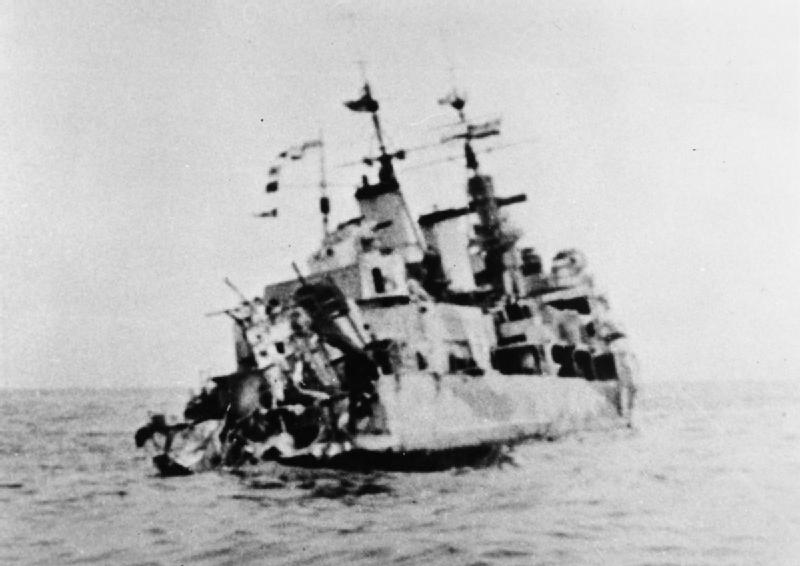
Sinkendes Schiff 1942

Die Fahrt begann bei schlechtem Wetter. Schneegestöber und Nebel deckten die Schiffe gegen mögliche deutsche Luftaufklärungen und auch vor den Augen deutscher Agenten auf neutralen Schiffen. Am Nachmittag erschien für Sekunden ein FW-200-Seeaufklärer am Himmel, verschwand aber schnell wieder in den Wolken und bemerkte den Verband nicht. Gegen 19:00 Uhr besserte sich das Wetter, aber nun brach die Nacht herein und deckte für acht Stunden den Verband. Die Eisgrenze im Norden und die deutsche Luftaufklärung von Norwegen aus diktierten dem Verband einen engen Kurs an der Eisgrenze entlang.
Dies war den deutschen U-Booten bekannt, welche sich östlich der Bäreninsel auf die Lauer legten. Am 29. April 1942 lief um 4:00 Uhr U 456 unter dem späteren Ritterkreuzträger Kapitänleutnant Max Teichert (* 31. Januar 1915 in Kiel; † 12. Mai 1943 auf seiner zehnten Feindfahrt im Atlantik; das Ritterkreuz erhielt er am 19. Dezember 1943 postum) aus dem Flottenstützpunkt in Kirkenes aus. Zusammen mit vorerst sechs weiteren U-Booten sollten sie als Gruppe „Strauchritter“ das alliierte Geleitzugpaar PQ 15/QP 11 angreifen.
Am 30. April sichtete U 88 unter Kapitänleutnant Heino Bohmann († 12. September 1942 auf der dritten Feindfahrt von U 88 zusammen mit der ganzen Besatzung im Nordmeer) auf seiner ersten Feindfahrt überhaupt den Konvoi und gab um 1:10 Uhr den Funkspruch 0055/788 durch: „Feindlicher Geleitzug in Sicht Quadrat 5924. Feind steuert NO-Kurs.“ Entsprechend der damaligen Weisung musste U 88 zum Geleit Kontakt halten und regelmäßig Standortmeldungen absetzen, um den anderen U-Booten das Herankommen zu ermöglichen. Dies sollte aber nur U 251, U 436, U 456 und U 589 aus der Gruppe „Strauchritter“ gelingen.
Es gelang U 88, den Generalkurs des zackenden Geleitzuges zu ermitteln, und U 456 legte sich in Warteposition. Um 5:00 Uhr fiel auf U 456 der Peilsender aus, wodurch erst um 5:49 Uhr wieder eine Positionsmeldung erfasst werden konnte. QP 11 hatte seinen Kurs leicht geändert. U 456 lief auf ihn zu und begab sich auf einen Parallelkurs.

## Das Gefecht
U 456 feuerte um 16:18 im Quadrat AC 5519 aus 1200 m Entfernung einen Dreierfächer aus Rohr I, II und IV auf die Edinburgh ab. Wegen der beschlagenen Optik wurde mit dem Horchgerät gezielt. Nach 80 Sekunden Torpedolaufzeit detonierten zwei Torpedos. Die Edinburgh wurde steuerbords mittschiffs, in Höhe des vorderen Schornsteins und achtern getroffen. Das Schiff fuhr noch einen Halbkreis und blieb leicht gekrängt nach Steuerbord liegen. Die Ruderanlage war zerstört, der Antrieb fiel aus, aber das Schiff blieb schwimmfähig, benötigte jedoch Schlepperhilfe. Die Zerstörer Forester, Foresight und Kuibyschew eilten zur Edinburgh. Die Führung des QP 11 wurde Commander Richmond auf der Bulldog übertragen.
Die Zerstörer nahmen die U-Boot-Verfolgung auf, mussten diese aber bald wieder abbrechen, weil das im Atlantik so erfolgreiche ASDIC-Unterwassersuchgerät im Polarmeer nicht richtig funktionierte. Verschiedene Schichten von Wasser mit unterschiedlichen Temperaturen und somit unterschiedlichen Dichten, verschärft durch den Golfstrom, bildeten Inversionsschichten im Wasser, was eine genaue Ortung verhinderte.
Auf der Edinburgh gelang es trotz vollgelaufenem Heck, den Steuerbordantrieb wieder in Betrieb zu setzen und mit acht Knoten Richtung Murmansk zu „hinken“. Inzwischen eilte Oberleutnant Schewardnadse mit dem Küstenwachschiff Rubin zu Hilfe; er war dem Havaristen am nächsten. Zusätzlich liefen die britischen M-Boote Niger, Harrier, Gossamer und Hussar sowie ein sowjetischer Schlepper aus, um die Edinburgh mit ihrer wertvollen Fracht nach Murmansk zu geleiten.
Die Forester und Foresight umkreisten weiter ihr Flaggschiff, hatten auch kurz Sonarkontakt, verloren ihn aber wieder. U 456 verzeichnete: „22:15 Uhr. Zwei Zerstörer in der Nähe. S-Gerät und Horchverfolgung. Sie haben mich kurze Zeit, keine Wabos. Nach 1 Std. läuft 1 ab, einer bleibt in der Nähe. Oben nur noch leichte Dämmerung.“
Dieser Funkspruch bewirkte, dass der Admiral Nordmeer Hubert Schmundt in Kirkenes die Zerstörergruppe „Nordmeer“, bestehend aus den Zerstörern Z 7 Hermann Schoemann, Z 24 und Z 25, einsatzbereit machte. Kapitän zur See Schulze-Hinrichs an Bord von Z 7 erhielt den Einsatzbefehl. Der Verband lief am 1. Mai 1942 um 0:30 Uhr aus, jedoch zuerst zum Geleitzug QP 11, da man die Edinburgh vorübergehend verloren hatte. Die sowjetische Abwehr bemerkte das Auslaufen der Zerstörergruppe und setzte Seeflieger zum Schutz der Edinburgh ein.
Um 13:40 erreichte die Zerstörergruppe Nordmeer QP 11, der hart an der Eisgrenze nach Westen fuhr. Die Sicherungsschiffe zogen sofort Nebelvorhänge auf. Um 14:07 Uhr feuerten die deutschen Zerstörer Z 24 und Z 25 je zwei Torpedos in Richtung des Konvois ab. Der britische Zerstörer Amazon wurde zweimal getroffen und schwer beschädigt. Es gelang zudem, das sowjetische Handelsschiff Ziolkowskij zu beschädigen, das aber nicht sank, sondern gerettet werden konnte. Dann wurde der Zerstörerverband von den Sicherungsschiffen zurückgeschlagen. Auch fünf weitere Angriffe in den folgenden vier Stunden wurden von den britischen Kräften zurückgeschlagen. Die Zerstörergruppe Nordmeer gab auf und zog sich zurück.
Die Edinburgh wurde weiter von den zwei britischen Zerstören bewacht, der sowjetische musste wegen Treibstoffmangel nach Murmansk zurückkehren. Gegen 18:00 Uhr traf die Rubin ein, kurz danach die vier M-Boote und der sowjetische Schlepper. Eine Schleppverbindung konnte geschaffen werden, und am frühen Morgen begab sich der Verband in Richtung Murmansk.
Jedoch war man gewarnt. Auf 442 kHz wurde das Fühlungshaltersignal „j“ eines U-Bootes empfangen (es war U 456). Man rechnete mit U-Boot-Angriffen; U 456 war nach Ausfall des Angriffsseerohres dazu aber nicht in der Lage. Das „j“-Signal galt eher deutschen Fliegern zur Orientierung.
Am 2. Mai um 6:17 Uhr erblickte Z 25 zwischen Schneeschauern kurzzeitig die Edinburgh, aber auch die zu ihrer Verteidigung heranpreschenden britischen Zerstörer. Der Kreuzer bewegte sich mit nur noch zwei Knoten. Ein Schneeschauer versperrte die Sicht wieder und nur Z 7 hatte noch Sichtkontakt. Bevor hier die Torpedos aus 780 m Entfernung zum Einsatz gebracht werden konnten, feuerte die Edinburgh mit ihrer überlegenen Artillerie die erste Salve, die aber nicht traf. Die zweite Salve traf perfekt und zerstörte unter anderem den Maschinenraum von Z 7. Z 7 blieb manövrierunfähig und langsam sinkend zurück. Die Besatzung ging von Bord und sprengte das Wrack um 8:30 Uhr auf Position 72° N, 34° O (Quadrat AC 5917) mit einer Wasserbombe.
Z 24 und Z 25 trafen auf die Edinburgh und ihre Begleitschiffe und griffen an. Z 25 traf die Forester und machte sie kampfunfähig und beschädigte anschließend die Foresight schwer. Um 18:52 Uhr verfehlte eine Torpedosalve von Z 25 die Zerstörer Foresight und Forester. Einer der Torpedos aus dieser Salve lief weiter und traf die Edinburgh um 7:02 Uhr in der Mitte ihrer linken Backbordseite, gegenüber dem Loch, das der Torpedo von U-456 verursacht hatte. Die neuen Zerstörungen machten das Schiff unrettbar, da es nur noch von der Deckspanzerung und dem Kiel zusammengehalten wurde. Die verbliebene Besatzung ging in die Rettungsboote und wurde von den M-Booten aufgenommen. Die Gossamer nahm 440 Mann an Bord, die Harrier etwa 400. Zwei Offiziere und 56 Matrosen wurden bei den Angriffen getötet. Die deutschen Zerstörer zogen sich zurück, da sie die Stärke der ihnen gegenüberstehenden Schiffe falsch einschätzten. Die Harrier versuchte die Edinburgh mit ihren 4-Zoll-Geschützen zu versenken, aber 20 Schüsse konnten sie nicht versenken. Auch längsseits abgeworfenen Wasserbomben konnten das Schiff nicht versenken. Um 8:52 Uhr wurde die Edinburgh durch einen Torpedoschuss aus Nahdistanz zusammen mit 60 während der Gefechte gefallenen Seeleuten 180 Seemeilen vor Murmansk in 260 Meter Tiefe auf den Grund der Barentssee geschickt, um die wertvolle Ladung nicht in Feindeshand gelangen zu lassen.
Die alliierte Flotte erreichte am 3. Mai den Kola-Fjord. Die deutschen Zerstörer retteten Teile der Besatzung von Z 7; der auf Flößen treibende Rest wurde von U 88 gerettet.

## Bergung des Goldes
Das Gold war gemäß der internationalen Versicherungspraxis bei „The British War Risks Insurance Office“ mit 32,32 % versichert. Nach der Auszahlung der Versicherungssumme ging das Eigentümerrecht zu 32,32 % auf das britische Büro über. Das Schiff wurde zum Kriegsgrab („war grave“) deklariert und durfte nicht betreten werden. Die Sowjetunion erkannte diesen Status und das sich daraus ergebene Recht Großbritanniens auf Unantastbarkeit des Kreuzers in vollem Umfang an, obwohl das Schiff in von der Sowjetunion beanspruchten Gewässern lag.
Schon kurz nach dem Kriegsende befassten sich Bergefirmen mit dem Goldschatz; es gab aber noch keine Technik, mit der man in der Tiefe erfolgreich arbeiten konnte.
Ende der 1960er Jahre beschäftigte sich der Engländer Keith Jessop mit dem Projekt. Er war ein erfahrener Tiefseetaucher und arbeitete auf Bohrinseln für Erdölfirmen. Nach umfangreichen Recherchen und dem Finden von Geldgebern konnte er 1979 eine Expedition zur Lokalisierung des Wracks durchführen. Die Befragung von Fischern bezüglich Unterwasserhindernissen ergab zwei Zielgebiete. Nach 42 Tagen musste die Expedition wegen Geldmangels abgebrochen werden.
Als Nächstes gelang es ihm, von der britischen Regierung, die sich die Zustimmung der Sowjetunion einholte, die Erlaubnis zu bekommen, Filmaufnahmen von dem Wrack zu machen. Die Filmrechte der weiteren Suche verkaufte er exklusiv an eine Fernsehgesellschaft, und mit Hilfe weiterer Geldgeber machte er sich wieder auf die Suche.
Nochmals wurden alle Positionsangaben durchgerechnet und die wahrscheinlichste Stelle des Untergangs im Frühjahr 1981 mit der „Dammtor“, dem umgerechnet 25.000 € pro Tag kostenden Bergungsschiff, untersucht. Am 6. Mai 1981 lief die „Dammtor“ zur errechneten Position aus und fand nur wenige Stunden später das auf der Seite liegende Wrack, welches recht schnell zweifelsfrei identifiziert wurde. Die gesamte Suchaktion dauerte nur 14 Tage.
Im September 1981 wurde in Moskau ein Bergungsabkommen mit der Sowjetunion für zwei Jahre unterzeichnet, welches vorher von Großbritannien genehmigt worden war. Das Bergungsunternehmen trug alle Risiken und erhielt dafür 45 % des gefundenen Goldes. Der Rest wurde zwischen der UdSSR (67,68 %) und Großbritannien (32,32 %) geteilt. Die Bergung wurde Operation Greyhound genannt und gelang.